# ولادیمیروفکا (استان آمور)
ولادیمیروفکا (به لاتین: Vladimirovka) یک منطقهٔ مسکونی در روسیه است که در استان آمور واقع شده‌است.